# Рожнецкий, Александр Александрович
Александр Антоний Ян Рожнецкий (пол. Aleksander Antoni Jan Rożniecki), также известный как Александр Александрович Рожнецкий (1774—1849) — польский и русский генерал, участник Наполеоновских войн, член Государственного совета Российской империи.

## Биография
Родился 12 февраля 1774 г. в Варшаве, его отец Александр Рожнецкий-старший (умер в 1803 г.) был генеральным директором почт в Речи Посполитой.
4 июля 1788 г. поступил кадетом в Польскую конную гвардию. 1 октября 1789 г. Рожнецкий произведён был в подхорунжие, в августе 1789 г. — в хорунжие, 1 февраля 1790 г. — в поручики, в 1791 г. — в капитаны, 12 октября 1793 г. — в майоры, а 30 июня 1794 г. в вице-бригадиры. Вскоре после получения этого чина Рожнецкий вышел в отставку вследствие ран, полученных им в сражениях с русскими при Щекоцине и Варшаве, когда он состоял (в 1792—1794 гг.) в бригаде графа Потоцкого и принимал участие в восстании Костюшко.
В 1798 году Рожнецкий поступил в Польские легионы, сражавшиеся на французской службе в Италии. Служа здесь, он в 1800 году произведён был в полковники с назначением командиром Конного полка этого легиона. Во время Итальянской кампании Рожнецкий принимал видное участие во всех сражениях, находясь под начальством генералов: Моро, Жубера, Гувион Сен-Сира, Массены и Бонапарта, после чего, вследствие полученной при Сен-Жюльене раны, принужден был временно покинуть службу.
К последней, однако, Рожнецкий скоро вернулся и участвовал во всех войнах Наполеона с 1805 по 1813 год (за исключением Испанской кампании), командуя с 11 апреля 1809 г. кавалерийской бригадой. 22 марта 1810 г. произведён в дивизионные генералы.
Получил 24 марта 1812 г. в командование 4-ю лёгкую кавалерийскую дивизию, состоявшую из польских уланских полков и входившую в состав 4-го резервного кавалерийского корпуса генерала Латур-Мобура. Находясь в начале войны в авангарде армии, проиграл бой под Миром казакам атамана Платова. Продолжая командовать дивизией, Рожнецкий находился с ней в сражении при Бородине, где был ранен. По излечении, в 1813 г., получил новое назначение — на должность начальника штаба 5-го польского корпуса французской армии. В сражении под Лейпцигом в 1813 г. Рожнецкий вновь был ранен и взят в плен. По приказу императора Александра I освобождён и направлен в Варшаву, где ему поручено было заниматься организацией Главного штаба и других служб будущей армии Царства Польского.
27 августа 1815 г. он назначен был командующим кавалерией армии Царства Польского (в 1816 г. под его начало перешла и жандармерия) и занимал эту должность около пятнадцати лет; летом 1820 г. дополнительно к армейской должности принял пост начальника Центрального бюро полиции Варшавы и Царства Польского.
22 августа 1826 г. Рожнецкий был произведён в генералы от кавалерии Польской армии и том же году возглавил все службы тайной полиции Царства Польского; руководил военной разведкой на территории Австрии и Пруссии. После начала Польского восстания в ноябре 1830 г. вместе с великим князем Константином Павловичем бежал из Варшавы и в январе 1831 г. прибыл в Санкт-Петербург. А. Л. Зеланд вспоминал о бегстве из Варшавы: «Остался при отряде один генерал Рожнецкий, начальник тайной полиции, человек, которого вся нация ненавидела. За поимку этой личности была объявлена значительная награда». Высочайшим приказом от 25 декабря 1831 года зачислен был с сохранением чина генерала от кавалерии в русскую службу с пожалованием звания генерала, состоящего при Особе Его Величества.
14 февраля 1832 г. Рожнецкий назначен был членом Государственного совета и членом Совета управления Царства Польского и в этих должностях состоял до своей кончины. В 1836 г. находился при императоре Николае I во время бытности его в Варшаве.
8 февраля 1839 г. вышел в отставку и поселился в Варшаве. 12 июля 1849 г. там же скончался.
Сын — дирижёр Габриэль Рожнецкий.

## Награды
- Орден Белого орла (Царство Польское, 12 мая 1829)[2]
- Орден Святого Станислава 1-й степени (Царство Польское, 1 декабря 1815)[2][3][4]
- Орден «Virtuti Militari», командор (Варшавское герцогство, 1809)[2][3]
- Орден Святого Владимира 1-й степени (Российская империя, 29 марта 1836)
- Орден Святого Владимира 2-й степени (Российская империя, 23 апреля 1818)[2][3]
- Орден Святого Александра Невского (Российская империя, 11 октября 1820)[2][3]
- Алмазные знаки к ордену Святого Александра Невского (Российская империя, 6 октября 1831)
- Орден Святой Анны 1-й степени (Российская империя, 4 октября 1816)[2][3][5]
- Алмазные знаки к ордену Святой Анны 1-й степени (Российская империя, 4 ноября 1819)
- Знак отличия «XXXV лет беспорочной службы» (Российская империя, 1830)[6]
- Орден Почётного легиона, офицер (Французская империя, 22 сентября 1809)[2][3][7]
- Орден Почётного легиона, кавалер (Французская империя, 1809)[2][3][7]
- Орден Железной короны 3-й степени (Королевство Италия, 1806)[2]
- Королевский орден Обеих Сицилий, большой крест (Неаполитанское королевство)[8]
- Орден Красного орла 4-й степени (Королевство Пруссия)[7]

## Галерея

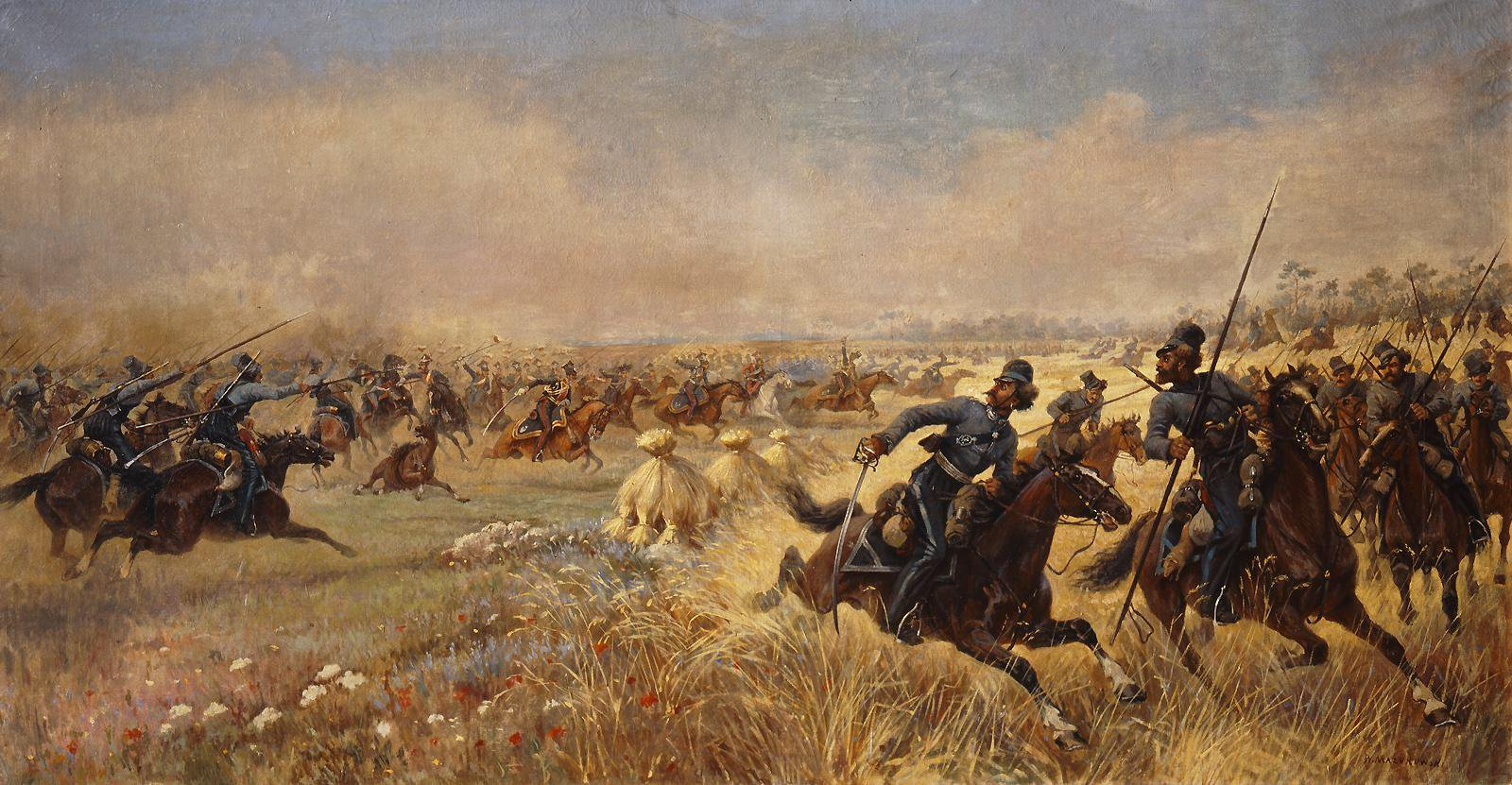
В.В. Мазуровский. «Дело казаков Платова под Миром 9 июля 1812 г.». Холст, масло.
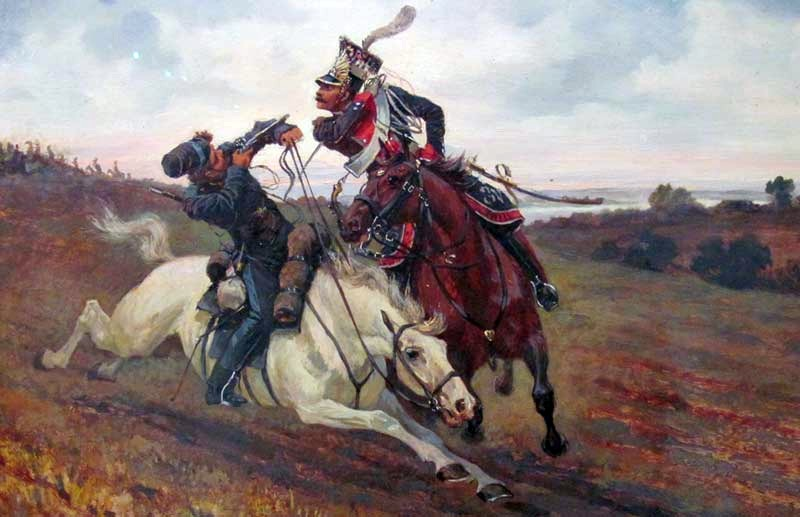
В.В. Мазуровский. «Кто кого?». Поединок донского казака с польским уланом.